# Musée de la Faïence de Quimper
Le musée de la Faïence de Quimper est un musée privé consacré à la faïence de Quimper. Il est situé dans le quartier de Locmaria, à Quimper dans le Finistère.
Il est ouvert au public de la mi-avril à fin septembre.

## Description
Le musée de la faïence de Quimper a été créé en 1991 par Bernard Verlingue, descendant d'une famille de faïenciers locaux, â la suite de la fermeture des faïenceries (des Américains ont repris la faïencerie en 1983, mais ont cessé leur activité en 1990).
Le musée de la Faïence, situé dans l'ancienne manufacture Porquier, présente à travers huit salles, près de trois siècles d'histoire de faïence quimpérois ; il possède 5 000 pièces inaliénables, dont environ 500 sont des pièces uniques, datant de toutes les époques de la faïencerie à Quimper. 
Le premier faïencier venu s'installer à Quimper a été Bousquet, venu de Provence en 1699 ; ensuite sont venus des faïenciers de Nevers et de Rouen ; le "style Quimper", amalgame des styles précédents, est né à la fin du XIXe siècle.
Tous les ans le musée propose une exposition temporaire, présentée en dernière salle, mettant en avant un artiste ou un thème.

## Collections
Les collections du musée de la Faïence retracent trois siècles d'histoire et de créations faïencière à Quimper. Elles se composent de pièces datant du XVIIIe siècle, pour les plus anciennes, à aujourd'hui, pour les plus récentes.
Toutes ces céramiques attestent de la richesse et de la diversité de la faïence quimpéroise.
L'étage du musée est consacré à l'histoire de la faïence de Quimper et présente des pièces dans le goût de Marseille, Nevers et Rouen. Les pièces de décor traditionnel (petit breton, motif d'oiseau…) sont également présentée.
La faïence de Quimper comprend aussi une production de statuaire religieuse, créée du XVIIIe au XXe siècle.
Le rez-de-chaussée est consacré à la création artistique initiée par Alfred Beau à la fin du XIXe siècle. Les réalisations présentées ont été créées par des artistes ayant travaillé pour les faïenceries quimpéroises (HB, Henriot, Fouillen, Keraluc, FAB…) au XXe siècle. Certains ont adhéré au mouvement des Seiz Breur.
Le musée conserve des œuvres de Xavier de Langlais (Statue de la Vierge), Jos Le Corre, Jeanne Malivel (Sainte Mère de Dieu), Mathurin Méheut (Pardon Notre-Dame de la Joie, Itron Varia ar Mor) et de François Caujan.

## Expositions thématiques
Chaque saison le musée de la Faïence met en avant un artiste ou un thème en proposant une exposition temporaire présentée durant toute la saison.
- 1997 : Renée Quillivic père et fils, et Claudine Béréchel.
- 2004 : Robert Micheau-Vernez.
- 2006 : Paul Yvain[4].
- 2011 : Les grès d'art de grand feu Odetta
- 2012 : Jim E. Sévellec, peintre et céramiste.
- 2013 : René-Yves Creston, du trait à la faïence, Suzanne Candré-Creston.
- 2014 : 1931 Quimper et l'exposition coloniale.
- 2015 : Paul Fouillen, faïencier quimpérois, Maurice Fouillen.
- 2016 : Les femmes et les enfants d'abord…
- 2017 : Armor, Argoat, la Bretagne au travail[2].

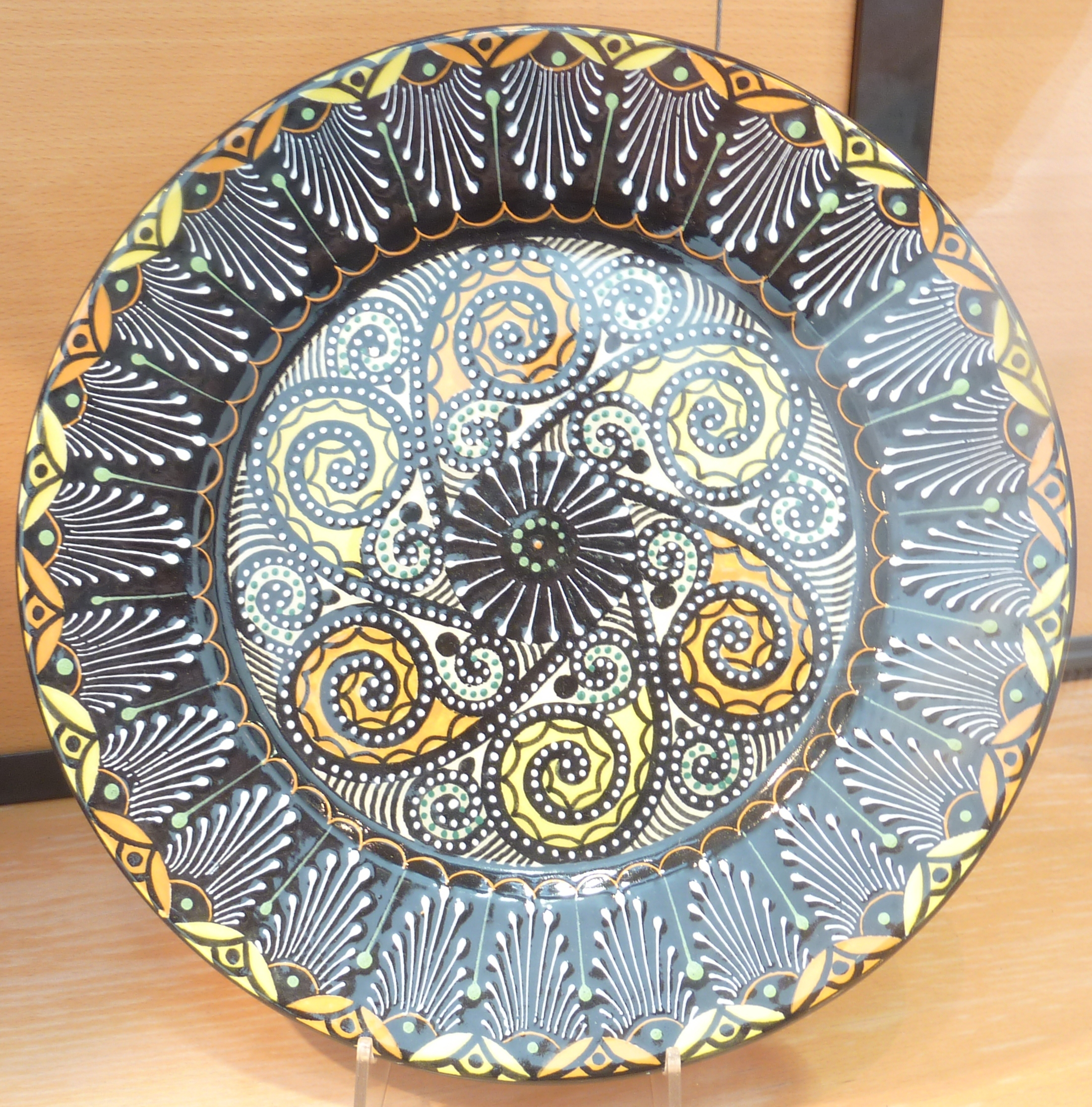
Assiette à décor broderie.
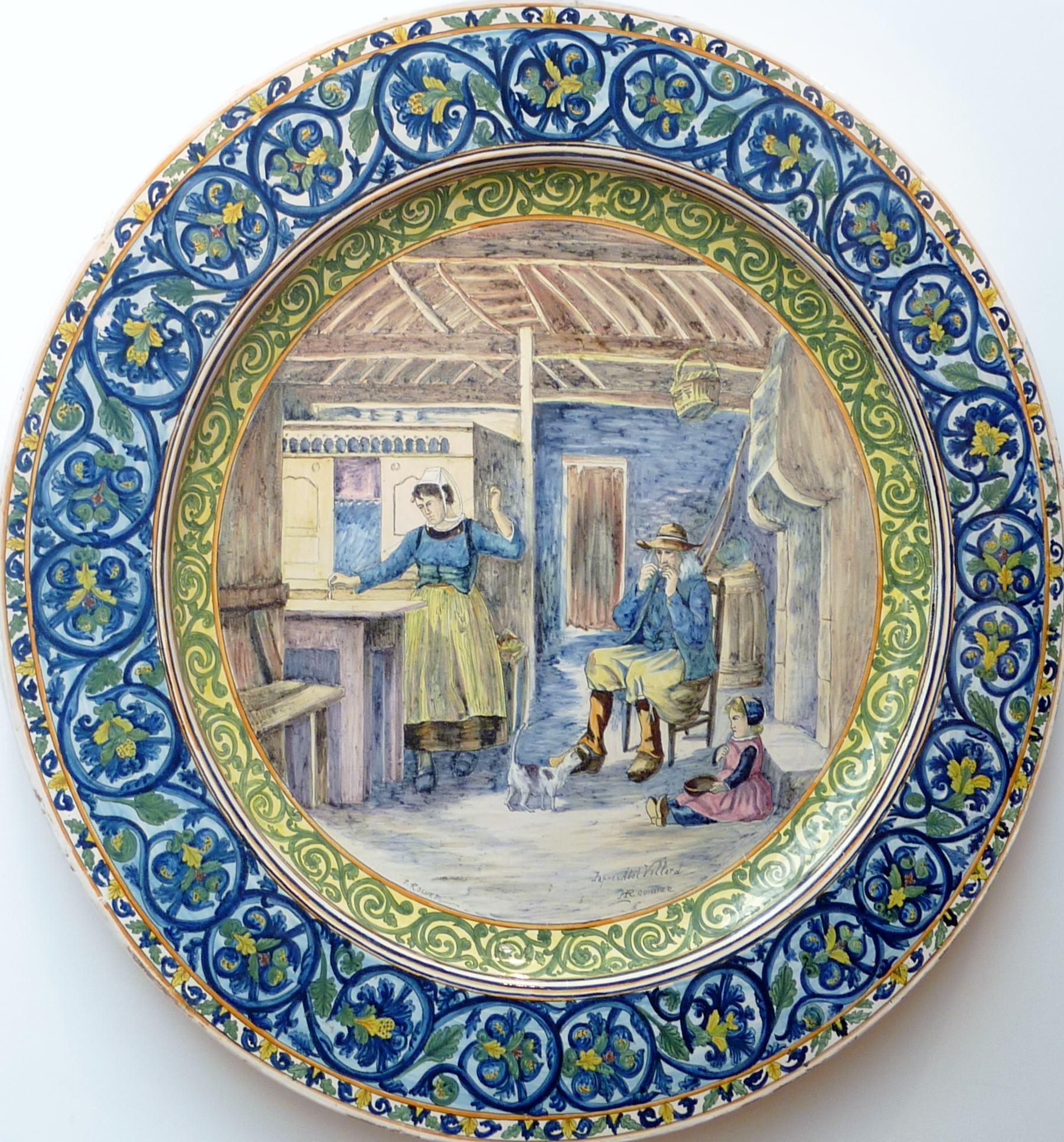
Assiette à décor scène bretonne.
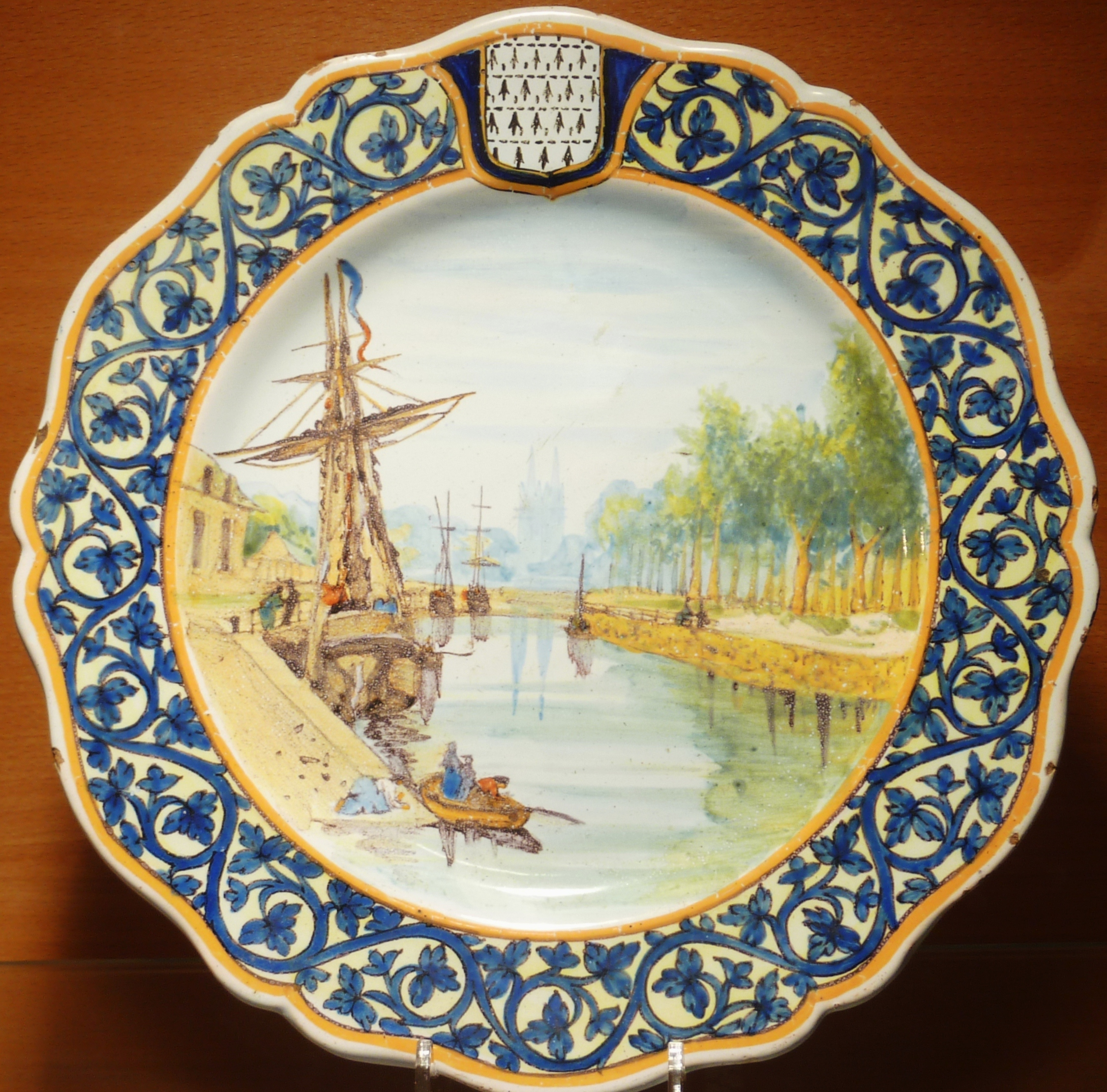
Assiette Port de Quimper.
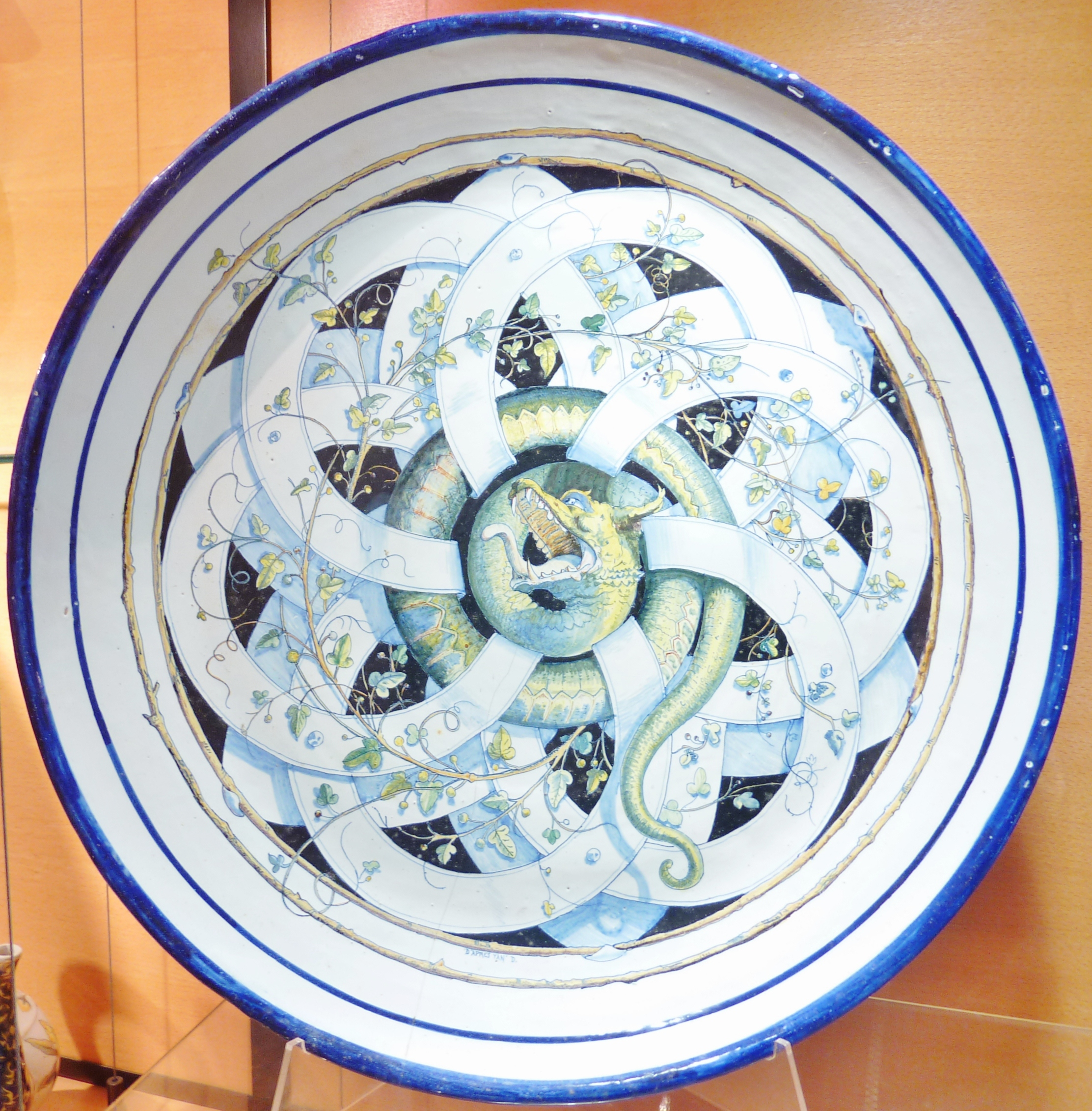
Assiette Décor aux serpents, d'après un dessin de Yan Dargent.
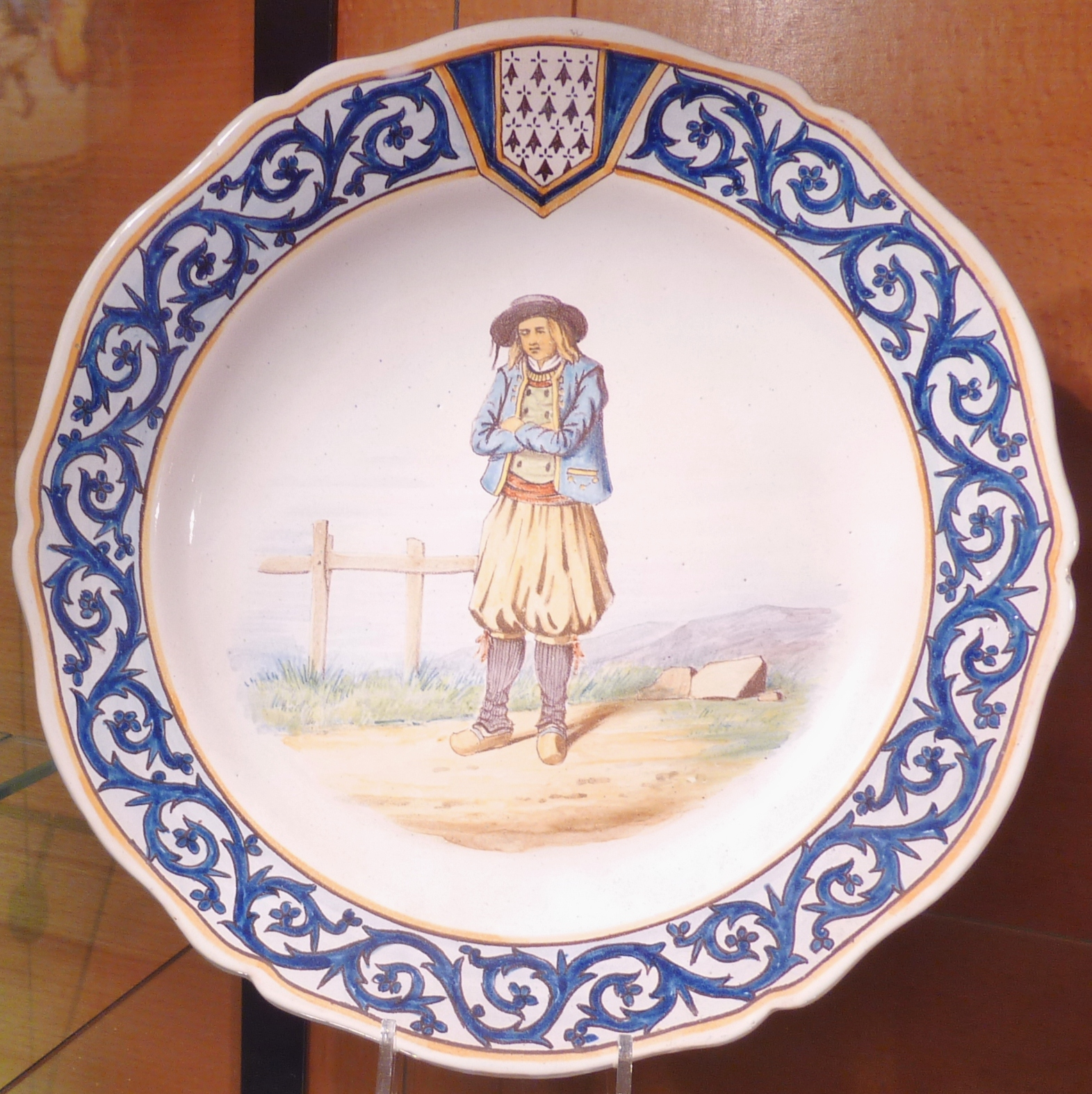
Assiette à décor bretonnant représentant un pilhaouer des Monts d'Arrée.